# Haqvin Carlheim-Gyllensköld
Haqvin Carlheim-Gyllensköld, född 9 september 1899 i Hedvig Eleonora församling, Stockholm, död 10 juni 1997 i Västerleds församling, Stockholm, var en svensk arkitekt och författare. 

## Biografi
Haqvin Carlheim-Gyllensköld var son till professor Vilhelm Carlheim-Gyllensköld och konstnären Clara Olivia Lall Bergling.
Carlheim-Gyllensköld tog studentexamen i Djursholm 1918 och fick sin utbildning till arkitekt vid Kungliga Tekniska högskolan 1919–1923 och Kungliga Konsthögskolan 1928–1929. Från 1928 till sin pensionering 1964 var anställd arkitekt och avdelningschef på konsumentägda KFAI. Bland hans arkitektarbeten märks Statens maskinprovningar i Uppsala och Röbäcksdalen. Byggnader för KFAI: Industribyggnader och bostäder i Karlholmsbruk och Älvenäs samt nybyggnad för Drevvikens Elektriska AB i Handen, 1957.  
Han är också känd för att ha utvecklat metoder för styrning av de olika momenten i matlagning. För detta belönades han 1978 med Livsmedelspriset av Livsmedelsföreningen. 
Han gav ut ett flertal böcker om matlagning där han utifrån rent vetenskapliga experiment räknade fram det optimala sättet att hantera råvaror för bästa resultat. Den kanske mest kända "Konsten att laga mat", utgavs av Wahlström & Widstrand 1956 och som kom i flera upplagor. Han gav också ut "Koka, steka, blanda" 1977 på samma förlag. För sina matlagningsböcker tilldelades han Gastronomiska Akademiens Guldpenna 1977.
Haqvin Carlheim-Gyllensköld är begravd på Solna kyrkogård.